# 신풍역 (여수)
신풍역(Sinpung station, 新豊驛)은 대한민국 전라남도 여수시 율촌면 신풍리에 위치하였던 전라선의 역이다. 인근에 여수공항이 있다.
신풍역 인근의 전라선 복선 신선은 기존선과 인접한 곳을 지나게 되었지만, 신선에 새로운 역이 신설되지는 않고 순천 - 여수 구간 선로 이설과 동시에 공식 폐역되었다.
서울특별시 영등포구 신길동에 위치한 서울 지하철 7호선의 신풍역과는 상관없다.

## 역사
- 1932년 11월 1일 : 무배치간이역으로 영업 개시[1]
- 1955년 5월 1일 : 무배치간이역에서 배치간이역으로 승격, 여객 및 소화물취급 개시[2]
- 1972년 7월 20일 : 배치간이역에서 무배치간이역으로 격하[3]
- 1974년 1월 1일 : 을종대매소로 지정
- 1979년 10월 22일 : 역사 신축 착공
- 1980년 7월 25일 : 역사 신축 준공 및 보통역으로 승격[4]
- 1996년 9월 16일 : 배치간이역(운전취급)으로 격하[5]
- 2004년 7월 15일 : 여객취급 중지[6]
- 2004년 12월 10일 : 무배치간이역으로 격하[7]
- 2009년 8월 3일 : 구 역사 철거
- 2011년 4월 5일 : 폐역[8]

## 참고 문헌
1. ↑  조선총독부관보 휘보 정류장신설, 1932년 11월 7일
2. ↑  대한민국관보 교통부고시 제433호, 1955년 8월 30일
3. ↑  철도청 고시 제40호(1972.07.10)
4. ↑  대한민국관보 철도청고시 제18호, 1980년 7월 5일
5. ↑  대한민국관보 철도청고시 제1996-58호, 1996년 9월 7일
6. ↑  대한민국 관보 철도청고시 제2004-30호, 2004년 7월 16일
7. ↑  철도청고시 제2004-42호, 2004년 11월 29일.
8. ↑  대한민국관보 국토해양부고시 제2011-123호, 2011년 4월 1일